# Platja de Feduriento
La Platja de Feduriento es troba en el concejo asturià de Cudillero i pertany a la localitat de Ballota. Forma part de la Costa Occidental d'Astúries.

## Descripció
La platja és un pedrer amb forma de petxina, té una longitud d'uns 200 m i una amplària mitjana d'uns 20 m. El seu entorn és rural i amb un baix grau d'urbanització i la perillositat és mitjana. Les sorres són de color clar, de gra mitjà. Els accessos són per als vianants i inferiors a un km però de difícil recorregut. El seu entorn és rural i amb un baix mitjà d'urbanització. El jaç està compost de petits bancs de sorres gruixudes i tons clars en petites quantitats, ja que la majoria del jaç ho cobreixen palets i roca.
Tota la platja està protegida per penya-segats verticals d'uns 280 a 300 m de llarg i un desnivell de més de 80 m de caiguda. Per accedir a la platja cal prendre el mateix camí que per la de Sienra. Després d'aparcar el cotxe es pren un camí que es dirigeix cap a l'est durant 100 m. També voreja la platja, per la seva banda superior una massa de vegetació que impedeix veure el començament del penya-segat i d'aquí la seva perillositat. No té cap mena de servei i solament es recomana la pesca recreatica a canya per als experts de la zona que coneixen les senderes de baixada.